# Festival de la Cançó d'Eurovisió Júnior 2018

Països participants.
Països participants en el passat però no en 2018.

El XVI Festival de la Cançó d'Eurovisió Júnior va ser la setzena edició del festival júnior. Aquesta va ser organitzada per la Companyia Nacional de Ràdio i Televisió de Belarús (BTRC) i la Unió Europea de Radiodifusió (UER). Va tenir lloc a la capital belarussa, Minsk, al novembre de 2018. És la segona vegada que el concurs es va dur a terme a Belarús, després de l'edició de 2010.
Aquesta edició va trencar amb el límit de 18 països que van concursar en l'edició de 2004, ja que va ser un total de 20 països els que van intentar guanyar el festival de la cançó infantil. Aquesta edició va estar marcada pel retorn de França després de tretze anys d'absència, l'Azerbaidjan després de quatre, i d'Israel després d'un any de parèntesi. Així mateix, Gal·les i Kazakhstan van ser els dos països debutants. Altrament, Xipre va fer història per ser el país que més vegades s'ha retirat del festival júnior, en aquest cas, la quarta ocasió.
Per als seguidors del concurs en Internet i els fans, els països favorits per alçar-se amb la victòria eren: França, el Kazakhstan, Ucraïna, Austràlia, i Albània, als quals s'uniria Polònia en la setmana d'assajos. Finalment, la representant polonesa Roksana Węgiel es va alçar amb el triomf amb 215 punts amb el seu tema pop "Anyone I want to be". Aquesta seria la primera victòria del país en el concurs en la seva cinquena participació, i tercera des que hi van tornar en 2016, a més de ser la seva primera vegada que aconseguien el top 5 al concurs. Al seu retorn, França amb Angélina aconseguiria 203 punts i el segon lloc, mentre que el tercer lloc va ser per Jael d'Austràlia amb 201 punts, malgrat haver estat la favorita del jurat professional.

## Seu del festival
Aquesta va ser la segona vegada que la versió infantil del festival europeu va tenir lloc a Minsk, ja que l'any 2010 la ciutat ja va acollir la corresponent edició d'Eurovisió Júnior. A més, va ser la primera vegada en la història del certamen que el festival se celebrava al mateix recinte dues vegades, el Minsk Arena.
Es van produir canvis de plans per part del Grup Directiu d'Eurovisió Júnior per garantir la longevitat del concurs, així que van permetre més temps per preparar l'esdeveniment, per la qual cosa es va decidir eliminar la clàusula que donava al guanyador de l'edició anterior la prioritat d'acollir el festival. Els membres de la UER van tenir l'oportunitat de postular-se per acollir Eurovisió Júnior 2018 i la proposta de la BTRC va ser la triada d'entre totes. Segons declaracions de Jon Ola Sand, supervisor executiu d'Eurovisió Júnior:
“El canvi de norma permet que l'amfitrió del proper any sigui triat abans. No només li dona més temps a la cadena amfitriona per preparar una producció enorme, sinó que també protegeix el futur d'Eurovisió Júnior. Estem encantats d'anunciar, abans de reunir-nos a Tbilissi per a la competència de 2017, que BTRC serà la cadena organitzadora d'Eurovisió Júnior 2018. La sol·licitud de presentació de BTRC va ser extremadament forta i tenim plena confiança en que posaran el mateix entusiasme en els preparatius de l'esdeveniment del proper any”
Aquesta edició va estar marcada per la reversió de la mateixa norma que regeix el festival adult, per la qual el país guanyador del festival és la seu de la propera edició. Aquesta era vigent fins a 2010, i només va haver-hi una excepció quan el festival va complir 10 anys en 2012 i en 2015, quan Itàlia que va ser la vencedora en 2014, va renunciar a ser seu de l'esdeveniment i es va celebrar a Bulgària.

## Països participants
Dels 16 països fundadors, en aquesta edició hi van participar cinc d'ells: Belarús, Macedònia, Malta, Països Baixos i Polònia.
Malgrat la possible retirada d'Armènia, a causa que no va estar satisfeta amb la forma en què es va dur a terme la votació de l'edició anterior, mesos després va confirmar que seguiria participant-hi.
Malgrat la possible retirada de Macedònia, a causa que la radiodifusora MKRTV havia acumulat llargs deutes i per això va ser sancionada per part de la UER, el 4 de juliol de 2018 va confirmar la seva participació.
D'altra banda, a pesar que la UER estava negociant amb Dinamarca perquè hi participés, el país nòrdic va confirmar que no hi tornaria.
França, un dels cinc països del famós Big Five en l'edició adulta, hi va tornar després de la seva única participació en 2004 després de tretze anys d'indiferència cap al petit festival. Així mateix, Gal·les debutà en aquesta edició, el que suposà el retorn d'una part del Regne Unit, un dels països fundadors del festival.
Al principi, l'edició comptaria amb 18 països participants. No obstant això, va pujar a 19 a causa de la tornada d'Israel i la seva victòria al festival d'adults. Finalment, es va incrementar a 20 amb la participació d'Ucraïna.

### Cançons i selecció
| País i TV                | Títol original de la cançó             | Artista             | Procés i data de selecció                                                                                   |
| País i TV                | Traducció al català                    | Idiomes             | Procés i data de selecció                                                                                   |
| ------------------------ | -------------------------------------- | ------------------- | --- |
| Albània · RTSH           | «Barbie»                               | Efi Gjika           | Junior Fest 2018, 23-09-2018 (Presentación versión final, 09-10-2018)                                       |
| Albània · RTSH           | -                                      | Albanès, anglès     | Junior Fest 2018, 23-09-2018 (Presentación versión final, 09-10-2018)                                       |
| Armènia · AMPTV          | «L.E.V.O.N»                            | L.E.V.O.N           | Depi Mankakan Evratesil 2018, 22-09-2018                                                                    |
| Armènia · AMPTV          | -                                      | Armeni              | Depi Mankakan Evratesil 2018, 22-09-2018                                                                    |
| Austràlia · ABC          | «Champion»                             | Jael                | Presentació cançó, 08-10-2018 (cantant triada internament, 01-09-2018)                                      |
| Austràlia · ABC          | Campió                                 | Anglès              | Presentació cançó, 08-10-2018 (cantant triada internament, 01-09-2018)                                      |
| Azerbaidjan · İctimai    | «I Wanna Be Like You»                  | Fidan Hüseynova     | Presentació cançó, 16-10-2018 Presentació versió final, 15-11-2018 (cantant triada internament, 18-09-2018) |
| Azerbaidjan · İctimai    | Vull ser com tu                        | Àzeri, anglès       | Presentació cançó, 16-10-2018 Presentació versió final, 15-11-2018 (cantant triada internament, 18-09-2018) |
| Belarús · BTRC           | «Time»                                 | Daniel Yastremski   | Final Nacional, 31-08-2018 (Presentació versió final, 10-10-2018)                                           |
| Belarús · BTRC           | Temps                                  | Rus, anglès         | Final Nacional, 31-08-2018 (Presentació versió final, 10-10-2018)                                           |
| França · France 2        | «Jamais Sans Toi»                      | Angélina            | Presentació cançó, 15-10-2018 (cantant triada internament, 13-10-2018)                                      |
| França · France 2        | Mai sense tu                           | Francès, anglès     | Presentació cançó, 15-10-2018 (cantant triada internament, 13-10-2018)                                      |
| Gal·les · S4C            | «Perta»                                | Manw                | Chwilio Am Seren, 09-10-2018 (Presentació versió final, 16-10-2018)                                         |
| Gal·les · S4C            | La més bella                           | Gal·lès             | Chwilio Am Seren, 09-10-2018 (Presentació versió final, 16-10-2018)                                         |
| Geòrgia · GPB            | «Your Voice»                           | Tamar Edilashvili   | Ranina, 18-05-2018 (Presentació cançó, 09-10-2018)                                                          |
| Geòrgia · GPB            | La teva veu                            | Georgià, anglès     | Ranina, 18-05-2018 (Presentació cançó, 09-10-2018)                                                          |
| Irlanda · TG4            | «IOU»                                  | Taylor Hynes        | Junior Eurovision Éire 2018, 11-11-2018                                                                     |
| Irlanda · TG4            | Et dec                                 | Irlandès            | Junior Eurovision Éire 2018, 11-11-2018                                                                     |
| Israel · Kan             | «Children Like These»                  | Noam Dadon          | Presentació cançó, 07-10-2018 (cantant triat en selecció nacional, 06-09-2018)                              |
| Israel · Kan             | Nens com a tal                         | Hebreu              | Presentació cançó, 07-10-2018 (cantant triat en selecció nacional, 06-09-2018)                              |
| Itàlia · RAI             | «What Is Love»                         | Melissa & Marco     | Elecció interna, 09-10-2018                                                                                 |
| Itàlia · RAI             | Què és l'amor?                         | Italià, anglès      | Elecció interna, 09-10-2018                                                                                 |
| Kazakhstan · Khabar      | «Ózińe sen (Seize The Time)»           | Daneliya Tuleshova  | Selecció Nacional, 22-09-2018                                                                               |
| Kazakhstan · Khabar      | Ets tu mateix (Aprofita el temps)      | Kazakh, anglès      | Selecció Nacional, 22-09-2018                                                                               |
| Macedònia (ARI) · MRT    | «Doma (Home)»                          | Marija Spasovska    | Elecció interna, 24-08-2018 (Presentació cançó, 19-10-2018) (Presentación canción, 19-10-2018)              |
| Macedònia (ARI) · MRT    | Llar                                   | Macedònic           | Elecció interna, 24-08-2018 (Presentació cançó, 19-10-2018) (Presentación canción, 19-10-2018)              |
| Malta · PBS              | «Marchin'On»                           | Ela                 | Malta Junior Eurovision Song Contest 2018 08-09-2018                                                        |
| Malta · PBS              | Marxant                                | Anglès              | Malta Junior Eurovision Song Contest 2018 08-09-2018                                                        |
| Països Baixos · AVROTROS | «Samen»                                | Max & Anne          | Junior Songfestival 2018 29-09-2018                                                                         |
| Països Baixos · AVROTROS | Junts                                  | Neerlandès, anglès  | Junior Songfestival 2018 29-09-2018                                                                         |
| Polònia · TVP            | «Anyone I Want To Be»                  | Roksana Węgiel      | Presentació cançó, 10-11-2018 (cantant triada internament, 21-09-2018)                                      |
| Polònia · TVP            | Qui jo vulgui ser                      | Polonès, anglès     | Presentació cançó, 10-11-2018 (cantant triada internament, 21-09-2018)                                      |
| Portugal · RTP           | «Gosto de Tudo (Já Não Gosto de Nada)» | Rita Laranjeira     | Presentació cançó, 17-10-2018 (cantant triada internament, 28-09-2018)                                      |
| Portugal · RTP           | M'agrada tot (Ja no m'agrada res)      | Portuguès           | Presentació cançó, 17-10-2018 (cantant triada internament, 28-09-2018)                                      |
| Rússia · RTR             | «Unbreakable»                          | Anna Filipchuk      | Final Nacional, 03-06-2018                                                                                  |
| Rússia · RTR             | Infrangible                            | Rus, anglès         | Final Nacional, 03-06-2018                                                                                  |
| Sèrbia · RTS             | «Svet»                                 | Bojana Radovanović  | Elecció interna, 13-09-2018 (Presentació cançó, 08-10-2018)                                                 |
| Sèrbia · RTS             | Món                                    | Serbi               | Elecció interna, 13-09-2018 (Presentació cançó, 08-10-2018)                                                 |
| Ucraïna · UA:PBC         | «Say Love»                             | Darina Krasnovetska | Final Nacional, 10-09-2018                                                                                  |
| Ucraïna · UA:PBC         | Digues amor                            | Ucraïnès, anglès    | Final Nacional, 10-09-2018                                                                                  |

### Països Retirats
- Xipre: L'11 de juny de 2018, va decidir retirar-se a causa del seu mal resultat en l'edició anterior.[56][57][58]

## Festival

### Ordre d'actuació
| Núm. | País               | Artista(es)         | Cançó                                  | Lloc | Punts |
| ---- | ------------------ | ------------------- | -------------------------------------- | ---- | ----- |
| 01   | Ucraïna            | Darina Krasnovetska | «Say Love»                             | 4    | 182   |
| 02   | Portugal           | Rita Laranjeira     | «Gosto de Tudo (Ja não gosto de nada)» | 18   | 42    |
| 03   | Kazakhstan         | Daneliya Tuleshova  | «Ózińe sen (Seize The Time)»           | 6    | 171   |
| 04   | Albània            | Efi Gjika           | «Barbie»                               | 17   | 44    |
| 05   | Rússia             | Anna Filipchuk      | «Unbreakable»                          | 10   | 122   |
| 06   | Països Baixos      | Max & Anne          | «Samen»                                | 13   | 91    |
| 07   | Azerbaidjan        | Fidan Hüseynova     | «I Wanna Be Like You»                  | 16   | 47    |
| 08   | Belarús            | Daniel Yastremski   | «Time»                                 | 11   | 114   |
| 09   | Irlanda            | Taylor Hynes        | «IOU»                                  | 15   | 48    |
| 10   | Sèrbia             | Bojana Radovanović  | «Svet»                                 | 19   | 30    |
| 11   | Itàlia             | Melissa & Marco     | «What Is Love»                         | 7    | 151   |
| 12   | Austràlia          | Jael                | «Champion»                             | 3    | 201   |
| 13   | Geòrgia            | Tamar Edilashvili   | «Your Voice»                           | 8    | 144   |
| 14   | Israel             | Noam Dadon          | «Children like these»                  | 14   | 81    |
| 15   | França             | Angélina            | «Jamais Sans Toi»                      | 2    | 203   |
| 16   | Macedònia (A.R.I)  | Marija Spasovska    | «Doma (Home)»                          | 12   | 99    |
| 17   | Armènia            | Levon               | «L.E.V.O.N.»                           | 9    | 125   |
| 18   | Gal·les            | Manw                | «Perta»                                | 20   | 29    |
| 19   | República de Malta | Ela                 | «Marchin'On»                           | 5    | 181   |
| 20   | Polònia            | Roksana Węgiel      | «Anyone I Want To Be»                  | 1    | 215   |

### Portaveus
| - Albània - Daniil Lazuko - Armènia - Vardan Magaryan (Concursant de la preselecció nacional) - Austràlia - Ksenia Galetskaya - Azerbaidjan - Valeh Huseynbeyli - Belarús - Arina Rovba - França - Daniil Rotenko & Lubava Marchuck - Gal·les - Gwen Rowley (Ballarina de Manw Lili Robin) - Geòrgia - Nikoloz Vasadze (Concursant de la preselecció nacional) - Irlanda - Álex Hynes (Germà de Taylor Hynes) - Israel - Adi |  | - Itàlia - Yan Musvidas - Kazakhstan - Aruzhan Hafiz - Macedònia (A.R.I) - Arina Pekhtereva (Concursant de la preselecció nacional en l'edició anterior de Belarús juntament amb Anastasia Dmitrachkova) - República de Malta - Milana Borodko - Països Baixos - Vincent Miranovich - Polònia - Grace - Portugal - Nadezhda Sidorova - Rússia - Khryusha - Sèrbia - Llana Karic - Ucraïna - Anastasiya Baginska (Representant d'Ucraïna en l'edició anterior) |  |

### Taula de puntuacions

#### Màximes puntuacions
| Núm. | A                  | De                                                         |
| ---- | ------------------ | ---------------------------------------------------------- |
| 6    | Austràlia          | Belarús, Itàlia, Portugal, Països Baixos, Gal·les, Ucraïna |
| 3    | Geòrgia            | Irlanda, Israel, Rússia                                    |
| 2    | França             | Albània, Malta                                             |
| 2    | Macedònia (ARI)    | Kazakhstan, Sèrbia                                         |
| 2    | República de Malta | Austràlia, Geòrgia                                         |
| 1    | Belarús            | Armènia                                                    |
| 1    | Itàlia             | Macedònia (ARI)                                            |
| 1    | Polònia            | França                                                     |
| 1    | Ucraïna            | Polònia                                                    |
| 1    | Rússia             | Azerbaidjan                                                |

### Desplegament de votacions
| Pos. | Jurat         | Punts |
| ---- | ------------- | ----- |
| 1    | Austràlia     | 148   |
| 2    | Malta         | 138   |
| 3    | Geòrgia       | 105   |
| 4    | Ucraïna       | 104   |
| 5    | Itàlia        | 94    |
| 6    | França        | 86    |
| 7    | Polònia       | 79    |
| 8    | Kazakhstan    | 68    |
| 9    | Macedònia     | 64    |
| 10   | Belarús       | 61    |
| 11   | Rússia        | 60    |
| 12   | Armènia       | 55    |
| 13   | Israel        | 34    |
| 14   | Països Baixos | 23    |
| 15   | Azerbaidjan   | 17    |
| 16   | Irlanda       | 12    |
| 17   | Albània       | 10    |
| 18   | Sèrbia        | 2     |
| 19   | Portugal      | 0     |
| 20   | Gal·les       | 0     |

| Pos. | Votació Online | Punts |
| ---- | -------------- | ----- |
| 1    | Polònia        | 136   |
| 2    | França         | 117   |
| 3    | Kazakhstan     | 103   |
| 4    | Ucraïna        | 78    |
| 5    | Armènia        | 70    |
| 6    | Països Baixos  | 68    |
| 7    | Rússia         | 62    |
| 8    | Itàlia         | 57    |
| 9    | Austràlia      | 53    |
| 10   | Belarús        | 53    |
| 11   | Israel         | 47    |
| 12   | Malta          | 43    |
| 13   | Portugal       | 42    |
| 14   | Geòrgia        | 39    |
| 15   | Irlanda        | 36    |
| 16   | Macedònia      | 35    |
| 17   | Albània        | 34    |
| 18   | Azerbaidjan    | 30    |
| 19   | Gal·les        | 29    |
| 20   | Sèrbia         | 28    |

## Controvèrsies
- Hi va existir la possibilitat que Ucraïna es retirés definitivament del certamen o no transmetés l'esdeveniment, a causa de la falta de fons econòmics per part de la radiodifusora ucraïnesa i a un possible cessament de transmissions per part de la radiodifusora.
- La cançó d'Israel va ser publicada al maig i cantada pel mateix compositor. Això no trenca les normes del festival, les quals exigeixen que les cançons no han de ser publicades amb anterioritat a l'1 de maig. Però, aquesta elecció no té precedents en la història del festival.
- Igual que l'any anterior, la cançó i la representant d'Irlanda va ser filtrada abans d'hora, encara que amb la diferència que aquesta vegada va ser la radiodifusora belarussa en un reportatge del festival.